# المعينة (الحصن)

تعديل مصدري - تعديل

المعينة هي إحدى قرى عزلة اليمانية العليا بمديرية الحصن التابعة لمحافظة صنعاء، بلغ تعداد سكانها 802 نسمة حسب تعداد اليمن لعام 2004.